# Eremothera sculpturata
Espèce
Eremothera sculpturata est une espèce de solifuges de la famille des Eremobatidae.

## Distribution
Cette espèce se rencontre aux États-Unis en Arizona et au Mexique au Sonora,.

## Description
Le mâle holotype mesure 25,0 mm.

## Publication originale
- Muma, 1951 : The Arachnid order Solpugida in the United States. Bulletin of the American Museum of Natural History, no 97, p. 31-141 (texte intégral).